# Sportgemeinschaft SS Posen
Die Sportgemeinschaft SS Posen war ein von der SS geführter  Fußballverein, der von 1941 bis 1943 am Spielbetrieb in der damals an das „Großdeutsche Reich“ angeschlossenen Stadt Posen (polnisch: Poznań) teilnahm.

## Geschichte
Nach dem deutschen Einmarsch in Polen wurde das Gebiet um Posen im Oktober 1939 wieder an das Deutsche Reich angeschlossen. Sämtliche polnischen Vereine wurden verboten, nur Deutsche durften organisiert Sport treiben. Im neugegründeten Reichsgau Wartheland mit der Hauptstadt Posen wurde im Herbst 1941 eine eigene Fußball-Gauliga eingerichtet. Zu den zwölf Clubs, die die erste Spielzeit 1941/42 begannen, gehörte die Sportgemeinschaft der Posener SS. Ihr Spielmacher im Mittelfeld war der frühere polnische Nationalspieler Friedrich Scherfke, der nicht der SS angehörte.
Doch schon nach sechs Spieltagen wurde die SG im Februar 1942 vom Spielbetrieb zurückgezogen, ohne dass die Presse dafür Gründe angab. Der Club belegte zu dem Zeitpunkt den zweiten Platz in der Tabelle. Im August 1942 wurde er mit neuen
Spielern neugegründet, Scherfke gehörte nicht mehr dazu. Doch spielte die SG fortan nicht mehr in der Gauliga, sondern in der Posener Kreisklasse. Der Spielbetrieb wurde wegen der sich nähernden Front Ende 1944 eingestellt, die deutschen Clubs lösten sich auf.